# Dunaújváros
Dunaújváros este un oraș în districtul Dunaújváros, județul Fejér, Ungaria, având o populație de 46.508 locuitori (2011).

## Demografie
Componența etnică a municipiului Dunaújváros
     Maghiari (95,29%)
     Romi (1,38%)
     Germani (1,01%)
     Necunoscut (1,11%)
     Alții (1,21%)
Componența confesională a municipiului Dunaújváros
     Fără religie (33,97%)
     Romano-catolici (25,57%)
     Reformați (5,94%)
     Atei (2,55%)
     Luterani (1,44%)
     Necunoscută (29,87%)
     Alte religii (2,31%)
Conform recensământului din 2011, orașul Dunaújváros avea 46.508 locuitori. Din punct de vedere etnic, majoritatea locuitorilor (95,29%) erau maghiari, existând și minorități de romi (1,38%) și germani (1,01%). Apartenența etnică nu este cunoscută în cazul a 1,11% din locuitori. Nu există o religie majoritară, locuitorii fiind persoane fără religie (33,97%), romano-catolici (25,57%), reformați (5,94%), atei (2,55%) și luterani (1,44%). Pentru 29,87% din locuitori nu este cunoscută apartenența confesională.